# Giselle Fernández
Giselle Fernández (Città del Messico, 15 maggio 1961) è una giornalista e conduttrice televisiva statunitense.

## Biografia
Dopo essersi laureata, Giselle Fernández ha avviato la sua carriera televisiva negli anni 80, iniziando a lavorare come giornalista e conduttrice per KTLA. Per tale rete è poi tornata tra il 2001 e il 2003. Dopo aver lavorato per diverse reti locali, nel 1991 è stata assunta dalla CBS News e poi dalla NBC. In questo periodo ha intervistato Fidel Castro. Dal 1996 al 1999 ha condotto Access Hollywood e successivamente This Week in Hollywood su History. A gennaio 2006 è stata concorrente di Dancing with the Stars.
Per il suo lavoro in ambito giornalistico ha vinto cinque Emmy Awards.

## Vita privata
Dal 2002 al 2014 Giselle Fernández è stata sposata con John Farrand.